# ツァハリアス・ヴァグナー
- ザハリアス・ワーヘナール

ツァハリアス・ヴァグナー（Zacharias Wagenaer、Wagener、WagenaarまたWagnerとも、1614年5月11日 ドレスデン - 1668年10月12日 アムステルダム）は、オランダ東インド会社社員で、第25代および第27代オランダ商館長とケープ植民地総督を務めた。ブラジルの魚類・鳥類他109枚を自ら挿画した『動物図鑑"Thier-Buch"』著者。ヨーロッパ人好みの見本とオリジナルデザインを基にした日本の陶磁器を、初めてオランダ東インド会社納品用に発注した（アルノルドゥス・モンタヌスとその支持者が示唆した伊万里焼ではない）。

## 経歴
ツァハリアスは判事の息子に生れた。三十年戦争中、運試しにエルベ川を越えてハンブルク経由でアムステルダムに移り、ダムラックDamrakのウィレム・ブラウWillem Blaeuの下で1年ほど働いた。1634年にオランダ西インド会社の兵士となりニュー・ホランド（オランダ領ブラジル）に渡った。
3年後、新任の植民地総督であるナッサウ＝ジーゲン侯ヨハン・マウリッツに記録係として雇用された。レシフェでは、魚、鳥、植物、果物、虫、現地人等の109枚の水彩画を含む日記を残し、『動物図鑑Thier-Buch』という表題で出版されている。シロシュモクザメ、タチウオ、カワハギ、ハタ、フジツボの写生も行なっている。1641年にはオランダ領ブラジルを離れドレスデンに戻った。その4か月後にはオランダに行き、オランダ東インド会社に職を得た。
1642年、見習士官としてインドに向かって出帆。翌年、植民地総督アントニオ・ヴァン・ディーメンおよびコーネリス・ヴァン・デア・レイン（Cornelis van der Lijn）の助手となった。1648年にはマーチャント補佐、1651年にはマーチャントに昇進した。この間、3度にわたってバタヴィア法廷の一員となっている。1653年には広東に出向き、貿易再開交渉を行ったが、明帝国崩壊後の内戦のために、失敗に終わった。

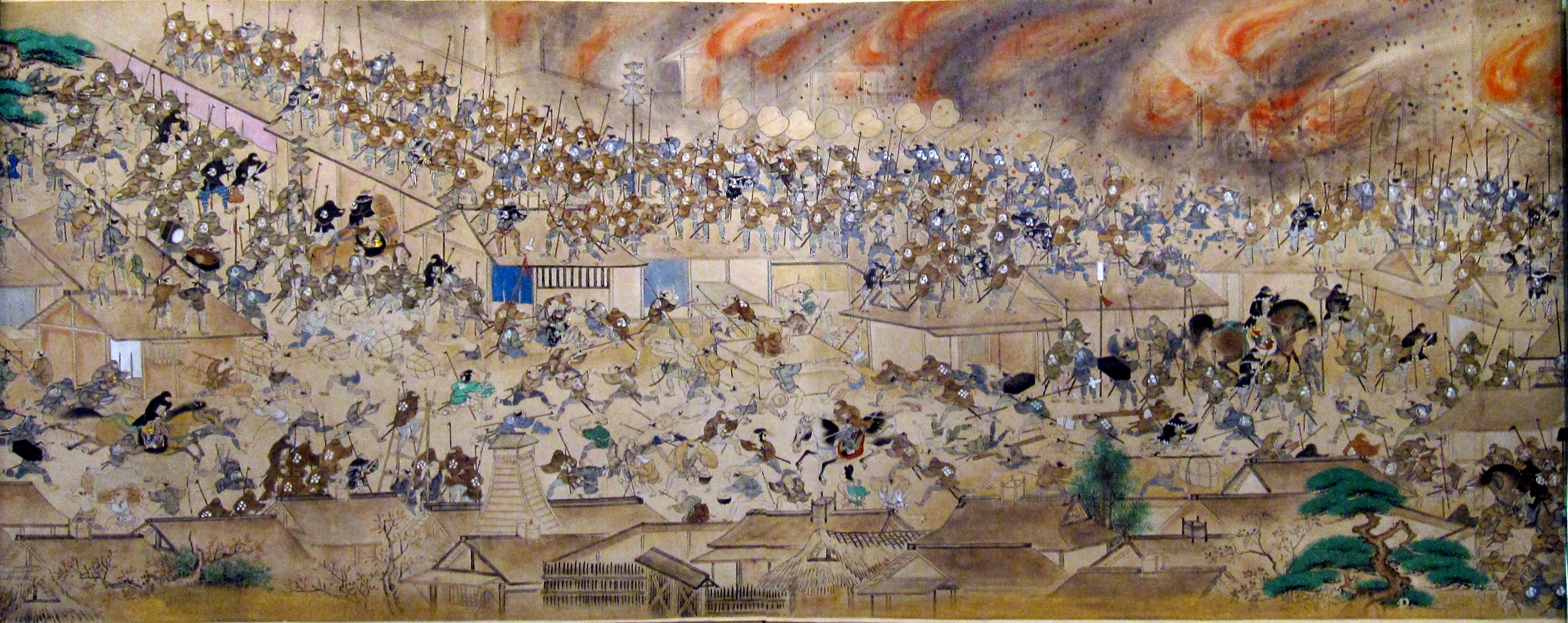
明暦の大火。火事は3日に渡り、当時の江戸の大半を焼失するに至り、3万人-10万人が死亡した。振袖火事・丸山火事とも呼ばれる。

1657年には出島のオランダ商館長に昇進した。恒例となっている将軍謁見のために江戸に赴いたが、大目付井上政重の屋敷に招かれていた際、1657年3月2日（明暦3年1月18日）に発生した明暦の大火に遭遇した（江戸東京博物館には彼によるスケッチが所蔵されている）。一行は屋敷に留まるように言われたが、オランダ屋敷（長崎屋源右衛門邸）に戻ることを許可された。しかし火の勢いによりオランダ屋敷も焼失し、一行は一般の町民らと同様に、人の波に揉まれ、屋根に登り人を乗り越えて活路を開き、江戸の町を逃げ回った。この経験から、ヴァグナーは当時発明されたばかりの消防ポンプとホースを将軍に献上することを思いつき、次の商館長ヨアン・ボウヘリヨンによって実現され、大いに喜ばれた。

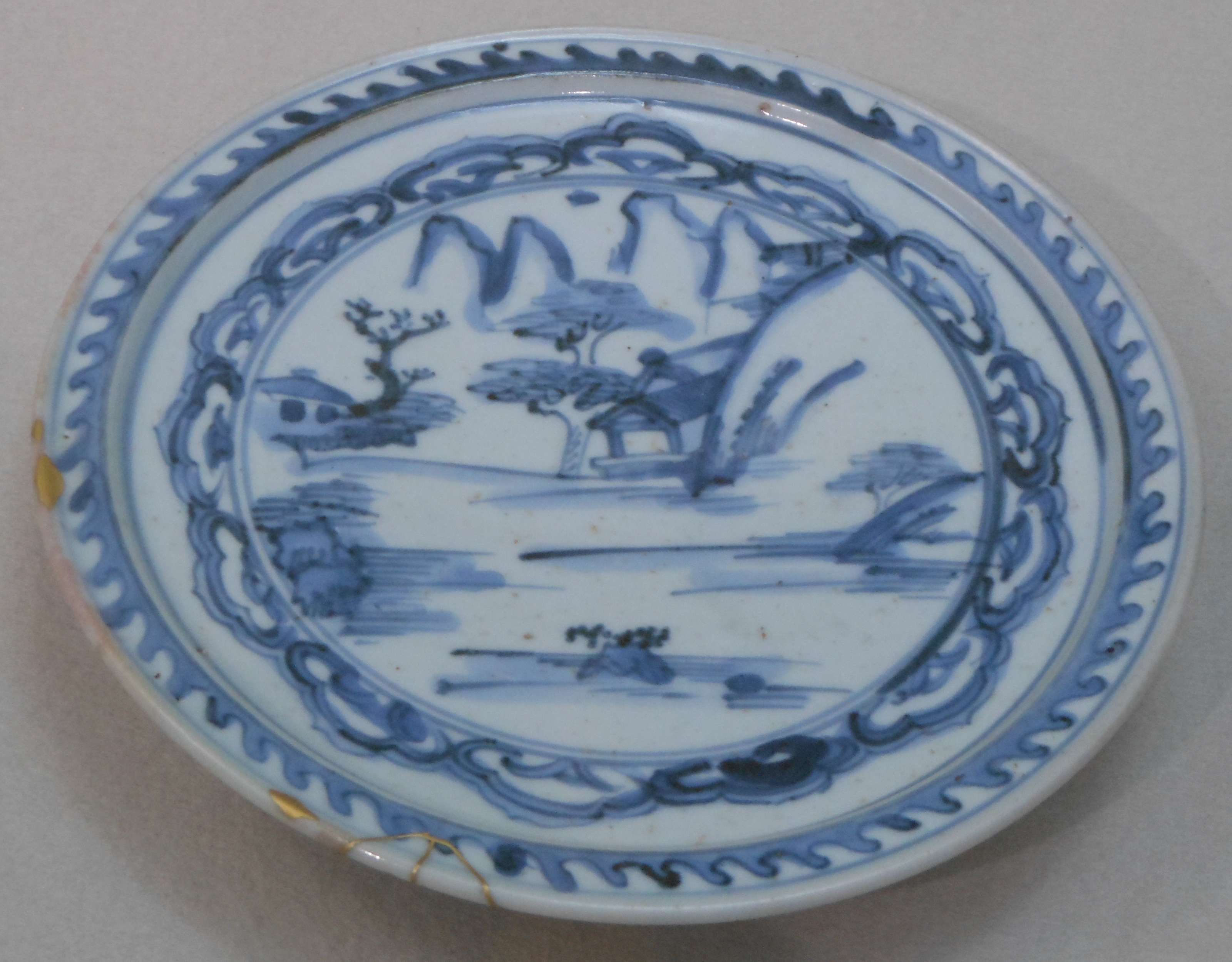
染付楼閣山水文皿 1640-1650年代 佐賀県立九州陶磁文化館

1659年に2度目の商館長を務めていた際に200皿からなる食事を注文しているが、食事を外注した商館長は彼が最初であった。当時は中国の戦乱で景徳鎮での陶磁器生産が打撃を受け、ヨーロッパへの輸出が困難になっていた。また、有田に磁器窯はあったが製品の質は高くなかった。ヴァグナーは中国から見本の陶磁器を輸入し、それを参考にしてヨーロッパ人の好みに合う製品を制作するように依頼した。コバルトブルーの素地の上に黄金のデザインを施した伊万里焼はヴァグナーの考案によるもので、現在でも香蘭社に受け継がれている。
1660年、ヴァグナーはマカッサルのスルタンとの平和交渉に関わった。港には2000人のポルトガル人の貿易商人がおり、何年にもわたってモルッカでのオランダの香辛料貿易に脅威を与えていた。翌年には、バタヴィアの公共事業の責任者となった。1662年、家族、5人の奴隷、2頭の馬を引き連れて喜望峰に赴いた。5月6日に、ヤン・ファン・リーベックの後を受けてケープ植民地の総督となった。1663年12月に、バタヴィアに対し、ペルシャの陶器を送るように依頼している。彼はまたコイコイ人と家畜の供給に関して交渉を行なっている。ヴァグナーは部族間の抗争から距離を置き、厳正中立を保つという彼のポリシーをつらぬいた。5年の研究の後、ドイツ人のゲオルク・フリードリヒ・ヴレーデ（Georg Friedrich Wreede）はオランダ語とコイコイ語の簡易辞書を作成した。ヴァグナーは彼をモーリシャスに任じた。
ヴァグナーは1665年8月に建設が開始されキャッスル・オブ・グッドホープの基礎を作った5人のうちの1人である。彼は貯水池の建設を行い、船、病院、学校、教会に新鮮な水を供給できるようにした。1666年に妻のアンナが死亡。1666年9月27日に総督を辞任し、養女を伴ってバタヴィアに戻った。このときベンガルから連れてきていた奴隷を売却している。彼はまた、東インド会社との交易を拒否していたマタラム王国の王に、献上品を持って出向いている。彼のジャワ語またはマレー語の能力は十分でなかったため、交渉は失敗に終わった。翌年、副提督としてアムステルダムに戻ったが、その時は健康を害していた。1668年10月16日に死亡、アムステルダムのオールド・チャーチ（Oude Kerk）に埋葬された。
ドイツ人の研究家が彼の日記を英語に翻訳し、1704年と1732年に出版している。

## 作品
- Thier Buch / darinnen / viel unterschiedlicher Arter der Fische vögel vierfüssigen Thiere Gewürm, Erd= und / Baumfrüchte, so hin undt wieder in Brasilischen bezirck, und gebiethe, Der Westindischen Com / pagnie zu schauwen undt anzutreffen und daher in den Teutschen landen fremde und unbekant  / Alles selbst [...] bezeiget / In / Brasilien / Unter hochlöblicher Regierung des hochgebornen / Herren Johand Moritz Graffen von Nassau / Gubernator Capitain, und Admiral General / von / Zacharias Wagenern / von Dresden.  (Kupferstichkabinett, Dresden)

## 参考資料
- Churchill Awnsham: "A Collection of Voyages and Travels: Brazil and the East-Indies and West-Indies, Europe, Asia, Africa and America 1592-1629, Iceland and Greenland 1644 and 1646 and Others", Asian Educational Services; Facsimile of 1732 ed edition (December 31, 2002) ISBN 978-8120616448
- Roelof van Gelder: Das ostindische Abenteuer – Deutsche in Diensten der Vereinigten Ostindischen Kompanie der Niederlande (VOC) 1600–1800. Aus dem Niederländischen von Stefan Häring. Hamburg: Convent-Verlag, 2004.
- Michel, Wolfgang (Michel-Zaitsu)「ツァハリアス・ワーゲネルと日本について : 「雷男」の自伝」『独仏文學研究』第37巻、九州大学独仏文学研究会、1987年7月、53-102頁、hdl:2324/2907、ISSN 0417-8890、CRID 1050845760848948864。
- Michel, Wolfgang「ハンス・ユリアン・ハンケ、ツァハリアス・ワーゲネル、向井元升 : 17世紀のある出会い」『比較社会文化』第1巻、九州大学大学院比較社会文化研究科、1995年4月、109-114頁、doi:10.15017/2897、hdl:2324/2897、ISSN 1341-1659、CRID 1390290699812395264。
- Wolfgang Michel: »Der Ost-Indischen und angrenzenden Königreiche, vornehmste Seltenheiten betreffende kurze Erläuterung« – Neue Funde zum Leben und Werk des Leipziger Chirurgen und Handelsmanns Caspar Schamberger (1623–1706). Kyushu University, The Faculty of Languages and Cultures Library, No 1. Fukuoka: Hana-Shoin, 2010, S. 57–60. (ISBN 978-4-903554-71-6), hdl:2324/16846
- E. C Godee Molsbergen: "Reizen in Zuid-Afrika in de Hollandse tijd (Werken uitg. door de Linschoten-Vereeniging ; 11-12, 20)", Martinus Nijhoff (1976), ISBN 978-9024719082
- Rebecca Parker Brienen: Visions of savage paradise – Albert Eckhout, court painter in colonial Dutch Brazil. Amsterdam: Amsterdam University Press, 2006.
- Sybille Pfaff: Zacharias Wagener (1614–1668). Haßfurt, 2001 (Bamberg, Univ., Diss., 1997).
- Karel Schoeman: "Kinders Van Die Kompanjie: Kaapse Lewens Uit Die Sewentiende Eeu", Protea Boekhuis (November 20, 2006) ISBN 978-1869191191
- Otto H. Spohr: Zacharias Wagner, second commander of the Cape. Capetown /Amsterdam,  A.A. Balkem, 1967.
- T. Volker: "Porcelain and the Dutch East India Company: as recorded in the Dagh-registers of Batavia Castle, those of Hirado and Deshima, and other contemporary papers, 1602-1682", 1971 - E. J. Brill
- Kees Zandvliet et al.: The Dutch East India Company in the 17th century: life and work of Zacharias Wagenaer (1614–1668). Nagasaki, 1987.
- ヨーゼフ・クライナー著・金森誠也訳『日本橋長崎屋止宿のドイツ人たち-ツァハリアス・ヴァグナーと日本磁器の輸出。』、東京人 15(1), 108-113, 2000年1月

## ギャラリー

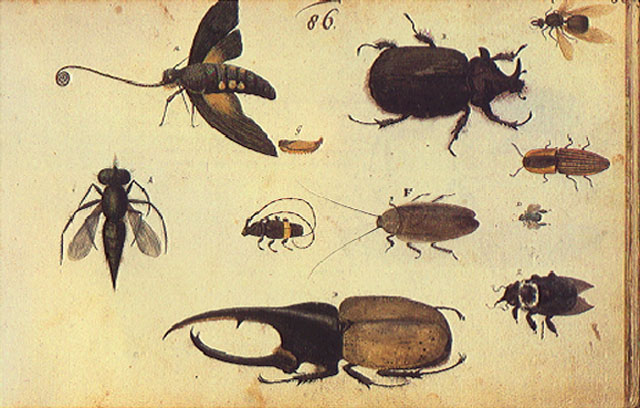
昆虫
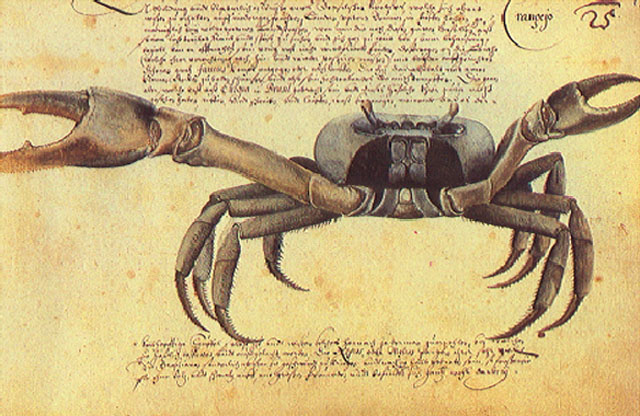
カニ